# しゃぶしゃぶ
しゃぶしゃぶは、日本の鍋料理の一つ。薄く切った一口大の食材を卓上の鍋に煮え立たせた熱湯やスープにくぐらせて加熱調理し、小鉢のタレにつけて食べる。タレはポン酢とゴマダレが一般的である。

## 名称
「しゃぶしゃぶ」という名称は、1952年に大阪のスエヒロ（現：永楽町スエヒロ本店）の三宅忠一が、当時の関西で新作料理として広まりつつあった「牛肉の水炊き」を自店のメニューとして取り入れる際に採用した。従業員がたらいの中でおしぼりをすすぐ様子が鍋の中で肉を振る様子と似ていることや、その際に立つ水の音がリズミカルで新鮮に響いたことが始まりとされている。1955年に商標登録されている。

## 料理法・食べ方
調理法に関しては水炊きやちり鍋とほぼ同じであるが、使用される鍋の形状や作法に若干の違いがある。
肉は牛肉が基本であり、単にしゃぶしゃぶと言えば牛肉を用いたものを指す。派生形として 豚肉や鶏肉、またタコやブリ、タイ、ズワイガニなどの魚介類を用いるものもあり、豚肉を用いるものは「豚しゃぶ」、カニを用いるものは「蟹しゃぶ」などと呼び分けられ、牛肉を用いるものも「牛しゃぶ」と呼ぶこともある。
ミツカンが2021年7月に1000人（15～79歳）にインターネット上で調査で調査したところ具材や調理の仕方に地域差が見られた。先に入れる具材は、東日本では野菜、西日本では肉類という回答が多く、湯通しする平均回数は北海道（4.38回）から九州（4.08回）、近畿（4.04回）、東北地方・沖縄県の3.57回だった。
使用する鍋として、しゃぶしゃぶ専用の「しゃぶしゃぶ鍋」があり、熱の伝導や対流効率を上げるために中央に煙突が付いている。
なお、鍋料理ではなく、肉を加熱した後に冷まして野菜など他の食材とともに皿に盛り付けたものは冷しゃぶと呼ばれ、サラダとして仕立てたものは冷しゃぶサラダと呼ばれる。

## 歴史

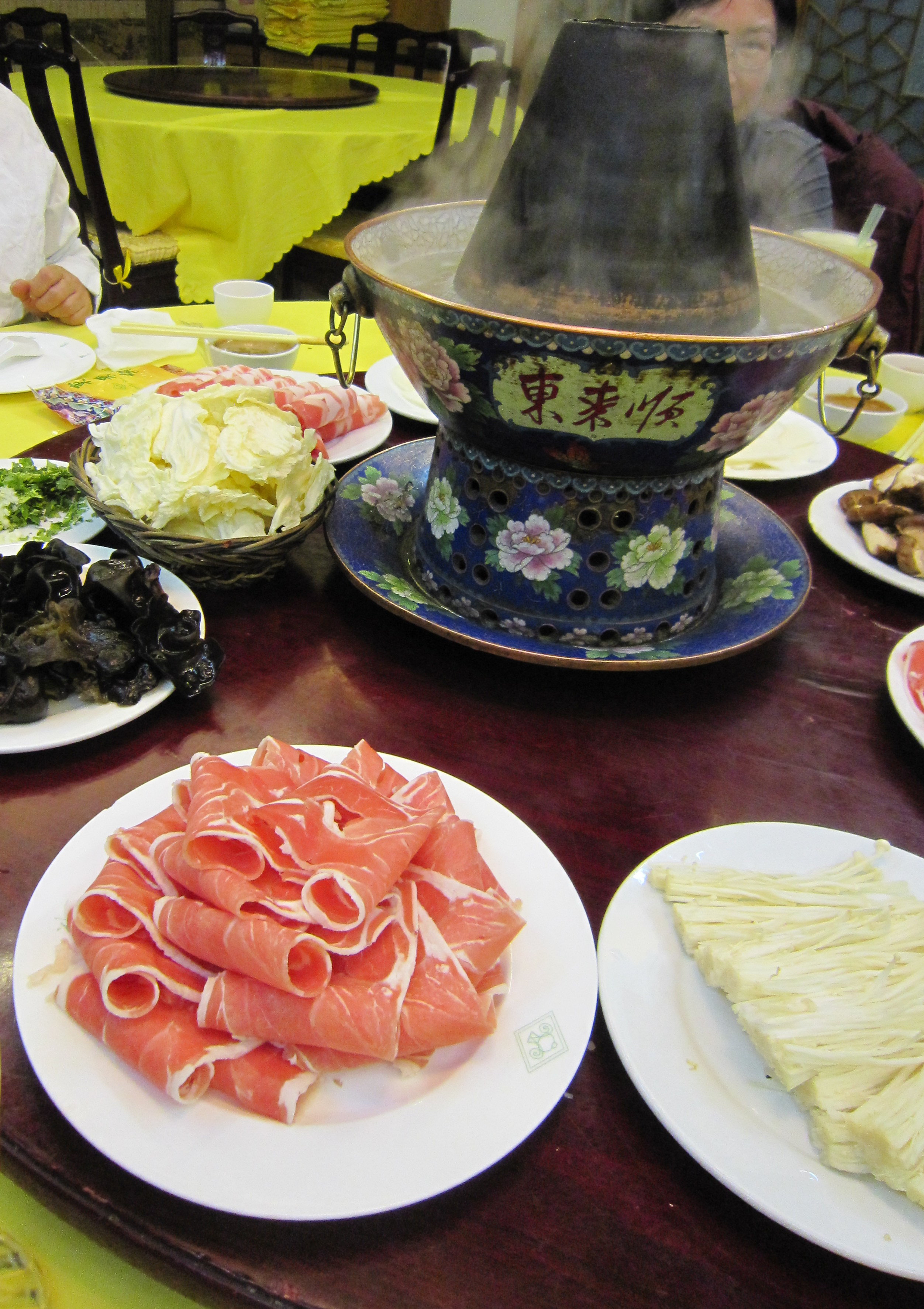
しゃぶしゃぶの原型となった中国の涮羊肉

しゃぶしゃぶの原型は中国の内モンゴル自治区の火鍋料理「涮羊肉」であるという説が存在する。この説によれば、日本人は元王朝の栄養学者兼宮廷医師である忽思慧が『飲膳正要』に記した「火鍋」を改良して、しゃぶしゃぶを開発してきたという。そして、日本のしゃぶしゃぶはこの内モンゴル式の涮羊肉に直接的な継承関係を持たず、北京式にアレンジされた涮羊肉をモデルにし、北京から京都へ伝来したという。
この涮羊肉などに使用される調理器具は「火鍋子」などと呼ばれる（火鍋子はフオグオズ、ホーコーズと読む）。長谷川清一・出倉吾朗『おうちで本格鍋料理』（2011年、東京書籍）では、中央に煙突のある鍋について「しゃぶしゃぶ鍋（ホーコーズ）」として記載しており、この構造の鍋は中国北部からきたものとしている。
一方、日本でも関西には水炊き文化があり、1935年創業の三重県亀山市の料理店では、「肉の水炊き」を創業時から提供していたとしている。
1945年9月、敗戦により寄留先の北京から引き揚げてきた民藝運動家の吉田璋也が、京都の料理屋「十二段家」の西垣光温に、涮羊肉という料理を紹介した。西垣は、吉田の他、交流のあった柳宗悦や河井寛次郎らの助言を得て、羊肉を牛肉に差し替え、日本人の口に合うようゴマダレの味を調整し、火鍋子型の鍋を作らせるなど2年近くの試行錯誤を経て、1947年に「牛肉の水炊き」として商品化した。
この料理は評判を呼び、また民藝運動に携わる人たちによって各地に広まっていったとされる。
前述のように「しゃぶしゃぶ」とは、民藝運動家としても知られる永楽町スエヒロの三宅忠一が、この「牛肉の水炊き」を自店で提供する際にオリジナルの商標として命名したものである。
なお、中国ではマーラー味の鍋の素で涮羊肉などの鍋料理が作られることがあるが、スープ自体がラム肉特有の臭みを消すため香料や香辛料を強くきかせたもので日本の鍋料理とは特徴が異なる。
吉田璋也が1962年に故郷の鳥取市に開いた鳥取民藝美術館に併設する「たくみ割烹店」では、吉田自身の命名による「牛肉のすすぎ鍋」が現在も提供されている。

## 日本各地のしゃぶしゃぶ
- 北海道 - ミズダコを用いた「たこしゃぶ」[15]や羊肉を用いた「ラムしゃぶ」、キンキ（キチジ）を用いたキンキのしゃぶしゃぶがある。
- 東北地方 - ワカメを用いた「わかめのしゃぶしゃぶ」がある。
- 宮城県 - 牛タンを用いた「たんしゃぶ」がある。
- 中京圏 - 名古屋コーチンを用いた「鶏しゃぶ」がある。
- 富山県 - 鰤を用いた「鰤しゃぶ」がある。
- 京都府宮津市 - 2019年1月、今季が「寒鰤のしゃぶしゃぶ・出世魚」[16]。
- 関西地方 - 鱧の身を使った「鱧しゃぶ」がある[17]。
- 佐賀県 - 嬉野茶を出汁に加えた「茶しゃぶ」がある[18]。
- 熊本県 - 馬肉を用いた「馬しゃぶ」がある。
- 鹿児島県 - かごしま黒豚を用いた「黒豚しゃぶ」などがある[19]。

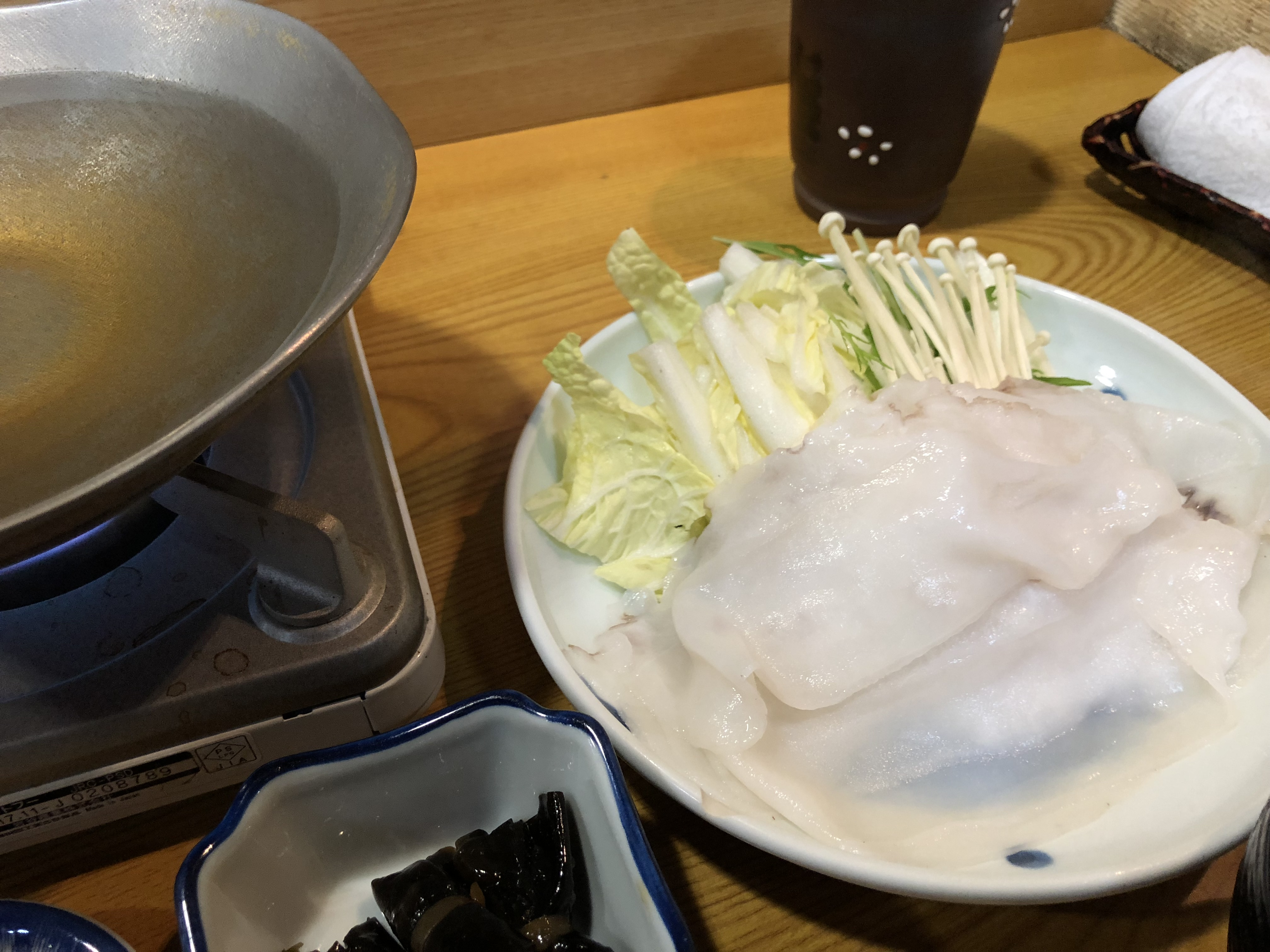
たこしゃぶ
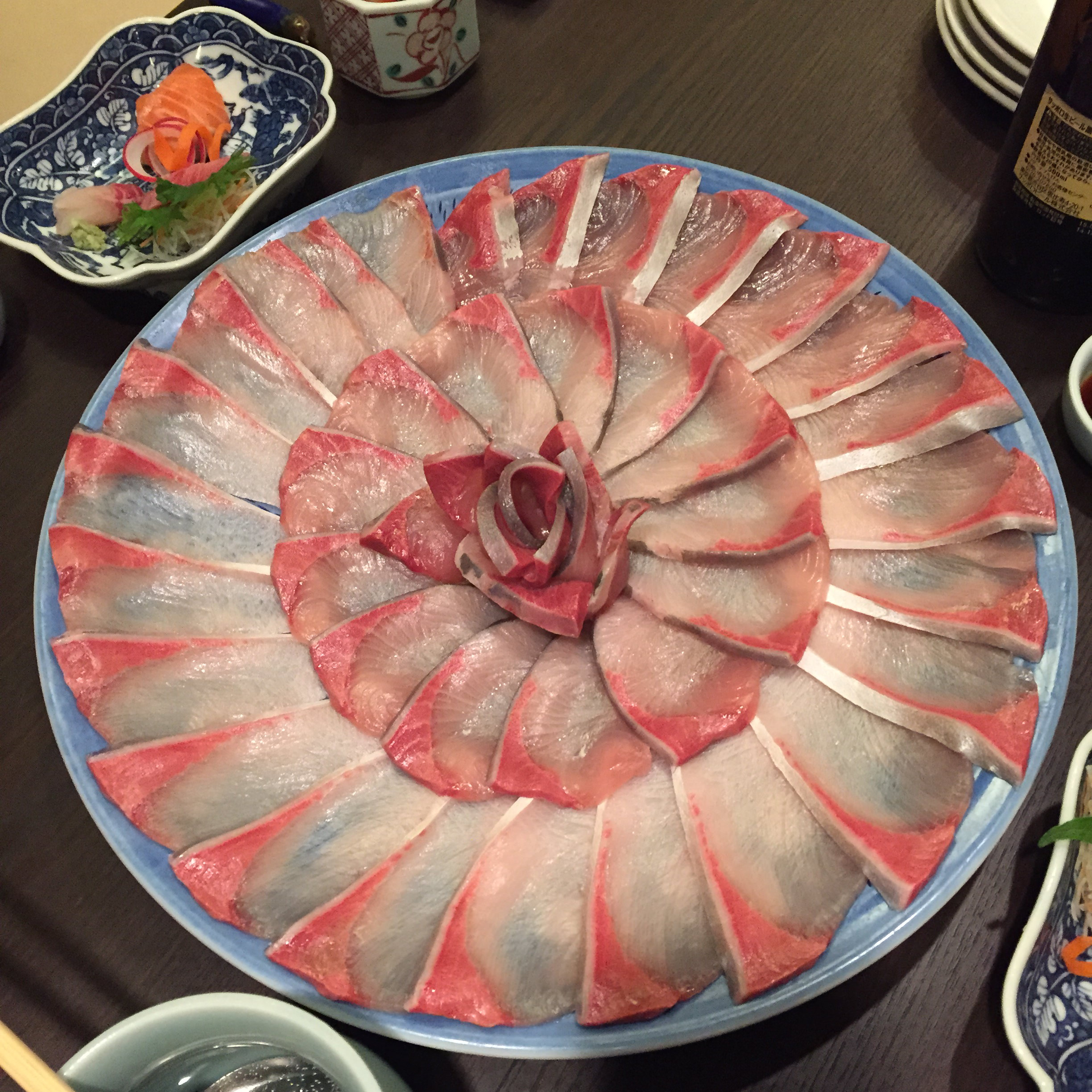
鰤しゃぶ
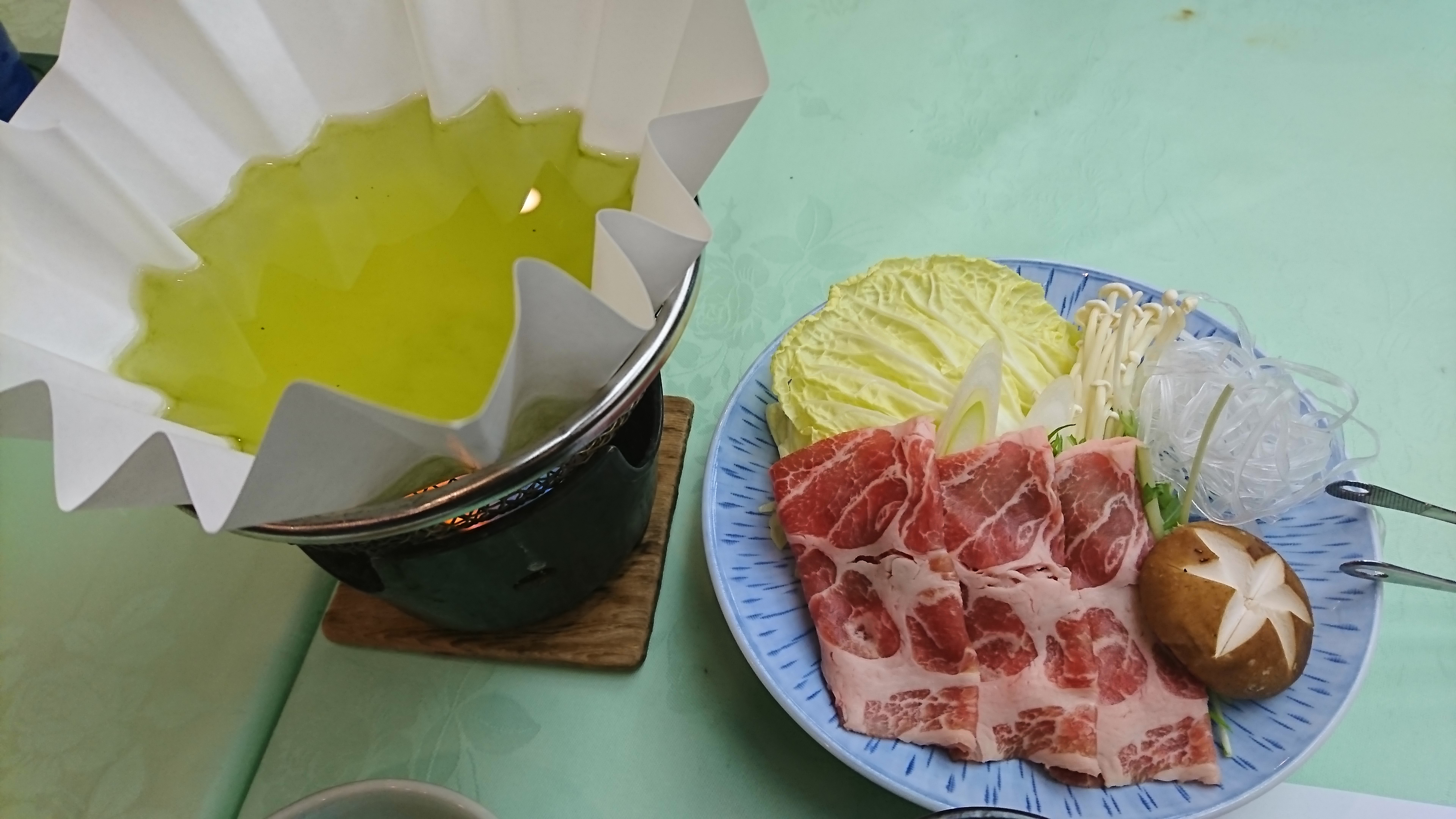
嬉野温泉名物の茶しゃぶ